# Zlatý míč FIFA 2015
Zlatý míč FIFA pro nejlepšího fotbalistu světa za rok 2015 získal Argentinec Lionel Messi.

## Výsledky hlasování
| Pořadí | Jméno              | Stát              | Klub                          | Procenta hlasů |
| ------ | ------------------ | ----------------- | ----------------------------- | -------------- |
| 1.     | Lionel Messi       | Argentina         | FC Barcelona                  | 41,33%         |
| 2.     | Cristiano Ronaldo  | Portugalsko       | Real Madrid                   | 27,76%         |
| 3.     | Neymar             | Brazílie          | FC Barcelona                  | 7,86%          |
| 4.     | Robert Lewandowski | Polsko            | Bayern Mnichov                | 4,17%          |
| 5.     | Luis Suárez        | Uruguay           | FC Barcelona                  | 3,38%          |
| 6.     | Thomas Müller      | Německo           | Bayern Mnichov                | 2,21%          |
| 7.     | Manuel Neuer       | Německo           | Bayern Mnichov                | 1,97%          |
| 8.     | Eden Hazard        | Belgie            | Chelsea                       | 1,33%          |
| 9.     | Andrés Iniesta     | Španělsko         | FC Barcelona                  | 1,24%          |
| 10.    | Alexis Sánchez     | Chile             | Arsenal                       | 1,18%          |
| 11.    | Zlatan Ibrahimović | Švédsko           | Paris Saint-Germain           | 1,13%          |
| 12.    | Yaya Touré         | Pobřeží slonoviny | Manchester City               | 0,89%          |
| 13.    | Sergio Agüero      | Argentina         | Manchester City               | 0,86%          |
| 14.    | Javier Mascherano  | Argentina         | FC Barcelona                  | 0,79%          |
| 15.    | Paul Pogba         | Francie           | Juventus                      | 0,72%          |
| 16.    | Gareth Bale        | Wales             | Real Madrid                   | 0,65%          |
| 17.    | Arturo Vidal       | Chile             | Juventus Bayern Mnichov       | 0,58%          |
| 18.    | Kevin De Bruyne    | Belgie            | VfL Wolfsburg Manchester City | 0,47%          |
| 19.    | James Rodríguez    | Kolumbie          | Real Madrid                   | 0,45%          |
| 20.    | Karim Benzema      | Francie           | Real Madrid                   | 0,4%           |
| 21.    | Toni Kroos         | Německo           | Real Madrid                   | 0,2931%        |
| 22.    | Arjen Robben       | Nizozemsko        | Bayern Mnichov                | 0,293%         |
| 23.    | Ivan Rakitić       | Chorvatsko        | FC Barcelona                  | 0,05%          |